# Premios Ondas
Premios Ondas eller Ondas Awards er en spansk prisfest for radio, tv, film og musik, som uddeler priser til såvel spanske som internationale produktioner. Prisfesten blev oprettet i 1954 og omfattede da kun radiopriser. I 1957 blev tv tilføjet, efterfulgt af film i 1991 og musik i 1992. Prisfesten afholdes hvert år i Barcelona.
I 2003 vandt DR’s Bertelsen på P1 en af de internationale radiopriser. I 2002 vandt udsendelsen Hundrede mænd om dagen en tilsvarende pris, og det samme gjorde udsendelsen Dødsejleren: Libanon i 1986. I 1998 vandt tv-serien Taxa en af de internationale tv-priser.